# Bitwa pod Vimeiro
Bitwa pod Vimeiro – bitwa, która miała miejsce 21 sierpnia 1808 roku pod Vimeiro w Portugalii, w czasie zmagań Francuzów z powstańcami iberyjskimi wspieranymi przez oddziały angielskie. Cztery dni po przegranej pod Roliçą, wojska francuskie pod dowództwem gen. Junota opuściły Lizbonę w celu konfrontacji z Anglikami. Tymczasem Wellington otrzymał wyraźne rozkazy zabraniające jakichkolwiek działań zaczepnych i rozlokował swe brygady na pozycjach obronnych nieopodal wioski Vimeiro. Trzy czwarte oddziałów angielskich wspieranych przez osiem dział zajęło pozycje na wzgórzach równoległych do rzeki Maceira, jeden batalion miał za zadanie obronę wschodniej grani wzgórz, a pozostałe siły, wyposażone w 6 dział miały osłaniać Vimeiro, które ulokowane jest na płaskim wzgórzu.
21 sierpnia, około godz. 9, doszło do pierwszych starć na lewym skrzydle wojsk angielskich, na co Wellington zareagował przerzuceniem połowy sił z zachodniego na wschodni grzbiet wzgórza. Pierwszy szturm oddziałów francuskich (2 brygady dywizji Delaborde'a dowodzonej przez gen. Jeana Guillaume’a Thomièresa) załamał się, a Francuzi stracili 7 dział. Kolejny szturm, tym razem 2 dywizji Loisona pod dowództwem gen. Huguesa Charlota również został odparty. Szturmy te załamały się między innymi z powodu przewagi terytorialnej Anglików, którzy ostrzeliwali zbite francuskie kolumny również ze skrzydeł. Jednej z francuskich kolumn udało się dotrzeć do wioski, wkrótce jednak Francuzi zostali z Vimeiro wyparci.
Wykorzystując niepowodzenia francuskie, Anglicy przystąpili do kontruderzenia. 20 pułk lekkich dragonów dowodzony przez płk. C. D. Taylora początkowo odnosił sukcesy, jednakże, po zbytnim oddaleniu się od własnych szyków, kawaleria utraciła wsparcie piechoty i doznała porażki, ze stratami równymi połowie stanu pułku. W walce poległ płk. Taylor. Na wschodnie wzgórze natarła 1 brygada dywizji Loisona pod dowództwem gen. Jeana Baptiste’a Solignaca, jednakże została ona odparta, podobnie jak kolejny szturm francuski 1 brygady dywizji Delaborde'a dowodzonej przez gen. Antoine’a François Breniera.
Francuzi uciekli w chaotycznym odwrocie, Junot wycofał się do Lizbony i wkrótce podjął rozmowy na temat kapitulacji.